# Blanca Suárez
Blanca Suárez (Madrid, 1988. október 21. –) spanyol színésznő és modell. 

## Élete és pályafutása
2007-ben kezdte filmes pályafutását, az Internátus című sorozattal lett közismert, emellett szerepelt A bárka, valamint a Cable Girls sorozatokban is főszereplőként. Filmes pályafutásában fontosabb mérföldkő volt Pedro Almodóvar 2011-es A bőr, amelyben élek című thrillere, amelyért Goya-díj-ra jelölték, valamint a 2013-as I'm So Excited! című film.
A filmezés mellett modellként is aktív. 2014 óta blogot is vezet. Számos partnere volt, sorrendben: Javier Pereira színész (2008–2010), Miguel Ángel Silvestre színész (2011–2014), Dani Martín pop-rock énekes (2014), Joel Bosqued színész (2015–2017), Mario Casas színész (2018–2019).

## Fordítás
- Ez a szócikk részben vagy egészben  a   Blanca Suárez című angol Wikipédia-szócikk ezen változatának fordításán alapul.  Az eredeti cikk szerkesztőit annak laptörténete sorolja fel. Ez a jelzés csupán a megfogalmazás eredetét és a szerzői jogokat jelzi, nem szolgál a cikkben szereplő információk forrásmegjelöléseként.